# 松友愛実
松友 愛実（まつとも まなみ、2008年2月8日 - ）は、愛媛県を拠点に活動する女優。愛媛県出身。ICING ACT所属。145㎝，A型。

## 来歴
小学5年生でお芝居を始める。以後、ミュージカルを中心に多数の作品に出演。
2023年12月〜2024年5月にかけて、ミュージカル「Flying Girl〜日本初の女性パイロット・兵頭精物語〜」に主演（ダブルキャスト）。

## 出演
ミュージカル
- ミュージカル「明日を信じて」（東温市／作・演出：忠の仁）
- ミュージカル｢new!明日を信じて｣（東温市／作・演出：忠の仁）
- 第29回フジファミリーミュージカル「オリバーツイスト」（地元キャスト）
- 東温アートヴィレッジフェスティバル2021東温市民劇団公演「ダウト？信じる信じないは…」（作・演出：忠の仁）
- えひめJAPAN LIVE YELL project2023 Next Generation「鶴姫伝説」（脚本・作詞：高橋知伽江／脚色・演出：大杉良）
- ミュージカル「Flying Girl（フライングガール）〜日本初の女性パイロット・兵頭精物語〜」（南海放送）主演
- ミュージカル「天使の使命」脚本・演出：中川 奈美

WEBドラマ
- YouTubeドラマ「Guardian of TOON〜東温の守り人〜」4話